# Iglesia de la Asunción de Nuestra Señora (Grisuela del Páramo)
La iglesia parroquial de Grisuela del Páramo está situada en el pueblo de Grisuela del Páramo, en el municipio de Bustillo del Páramo, (El Páramo Leonés, Provincia de León, Comunidad Autónoma de Castilla y León, España).

## Descripción

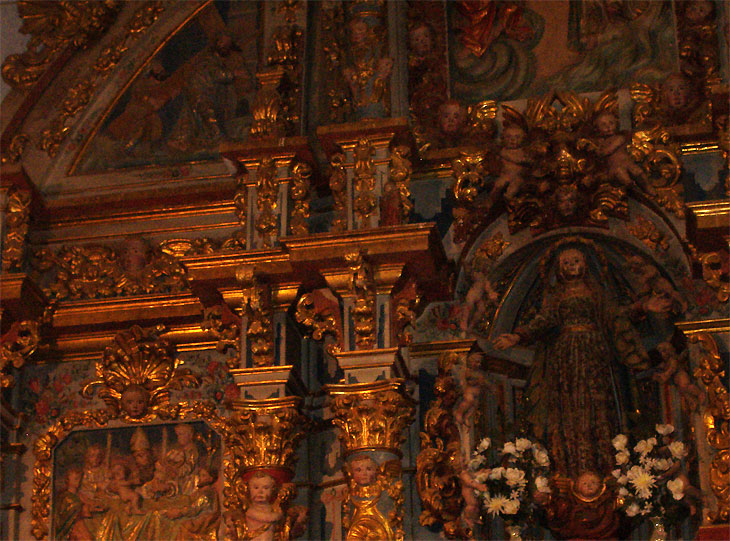
Retablo de la iglesia, de 1777

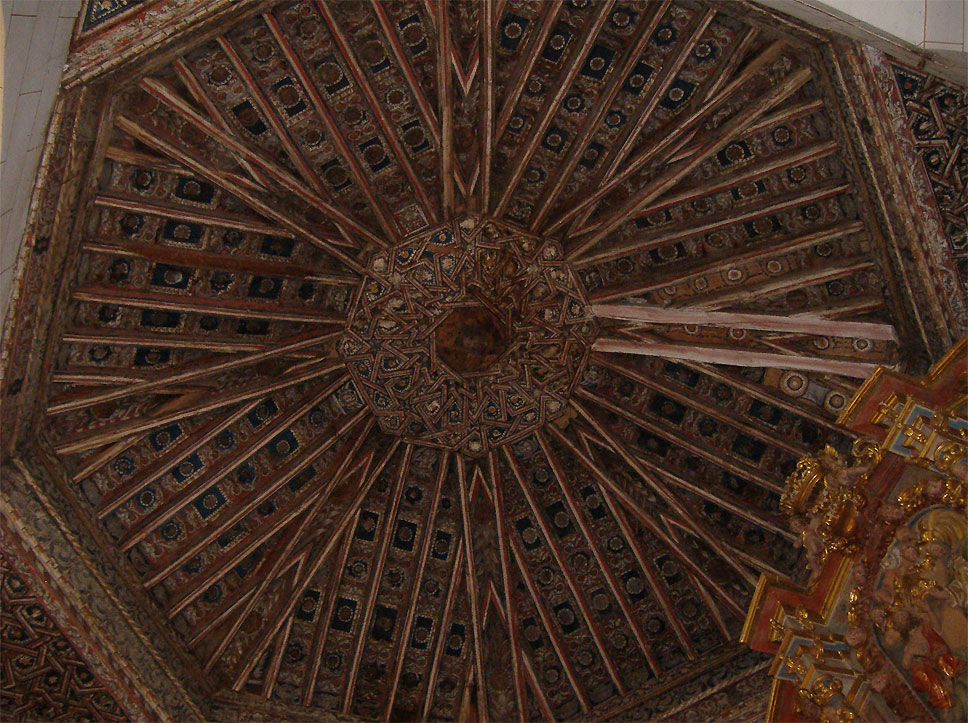
Alfarje de Grisuela

Este edificio religioso, de una sola nave, es característico de las iglesias de la comarca y el ejemplo mejor conservado. Construida con materiales tradicionales (teja árabe, tapial y madera) excepto la mampostería y el ladrillo visto de la espadaña y el campanario. De planta octogonal es su destacado alfarje con una serie de molduras a manera de entablamento. La composición del conjunto y su original alfarje revalorizan este templo paramés. En el retablo del altar mayor, parte inferior derecha, existe una inscripción con la fecha de 1777. Destaca la talla de Ntra Sra de la Asunción, Titular de la Parroquia, situada en el centro del retablo.